# Vilabella
Vilabella település Spanyolországban, Tarragona tartományban. Vilabella Puigpelat, Bràfim, Montferri, Salomó, Vespella de Gaià, Renau és Nulles községekkel határos. Lakosainak száma 723 fő (2024).

## Népesség
A település népessége az elmúlt években az alábbi módon változott:
| Lakosok száma | 337  | 1430 | 1001 | 807  | 798  | 782  | 799  | 805  | 736  | 723  |
|               | 1717 | 1887 | 1936 | 1960 | 1986 | 2004 | 2009 | 2014 | 2019 | 2024 |